# ديلا مور
ديلا مور (بالإنجليزية: Della Moore)‏ هي بائعة هوى ‏ أمريكية، ولدت في 1880 في إل باسو في الولايات المتحدة، وتوفيت في 1926.